# 春日井市立上条小学校
春日井市立上条小学校（かすがいしりつじょうじょうしょうがっこう）は、愛知県春日井市弥生町にある公立小学校である。

## 年表
- 1979年（昭和54年）4月 - 開校　春日井市立鳥居松小学校より分離
- 1980年（昭和55年） - 体育館完成

偶数年にPTA主催バザーが実施される。

## 学校周辺
- JR中央本線春日井駅
- 王子製紙春日井工場
- 上条城址
- 東春朝鮮初級学校
- 専門学校　都市デザインカレッジ愛知

## 所在地
愛知県春日井市弥生町5277番地1

## 学校区
- 上条町1丁目1番地～20番地3・2丁目～10丁目
- 王子町全域
- 杁ケ島町全域
- 小木田町3023番地～3028番地2・3040～3066番地・3099番地～3235番地11・3246番地3～3251番地2
- 弥生町（1丁目・2丁目を除く）

## 進学先中学校
- 春日井市立中部中学校
- 春日井市立柏原中学校

## 最寄駅
JR東海春日井駅徒歩3分